# Kunstgewerbeschule Weimar
Die Großherzoglich-Sächsische Kunstgewerbeschule Weimar war eine am 1. April 1908 auf Initiative des belgischen Architekten Henry van de Velde von Großherzog Wilhelm Ernst von Sachsen-Weimar gegründete und finanzierte private Lehranstalt, die bis zum 30. September 1915 in Weimar bestand. Sie ist nicht mit der ihr benachbarten früheren Großherzoglich-Sächsischen Kunstschule Weimar (ab 1910 Hochschule für Bildende Kunst) zu verwechseln. Nach dem Ende des Ersten Weltkrieges ging ihr Vermächtnis im Jahr 1919 im Staatlichen Bauhaus zu Weimar auf. Das dazugehörige Gebäude, der 1906 errichtete Kunstgewerbeschulbau, gehört seit 1996 als Bauhaus-Stätte zum UNESCO-Weltkulturerbe.

## Geschichte der Schule

### 1902–1908

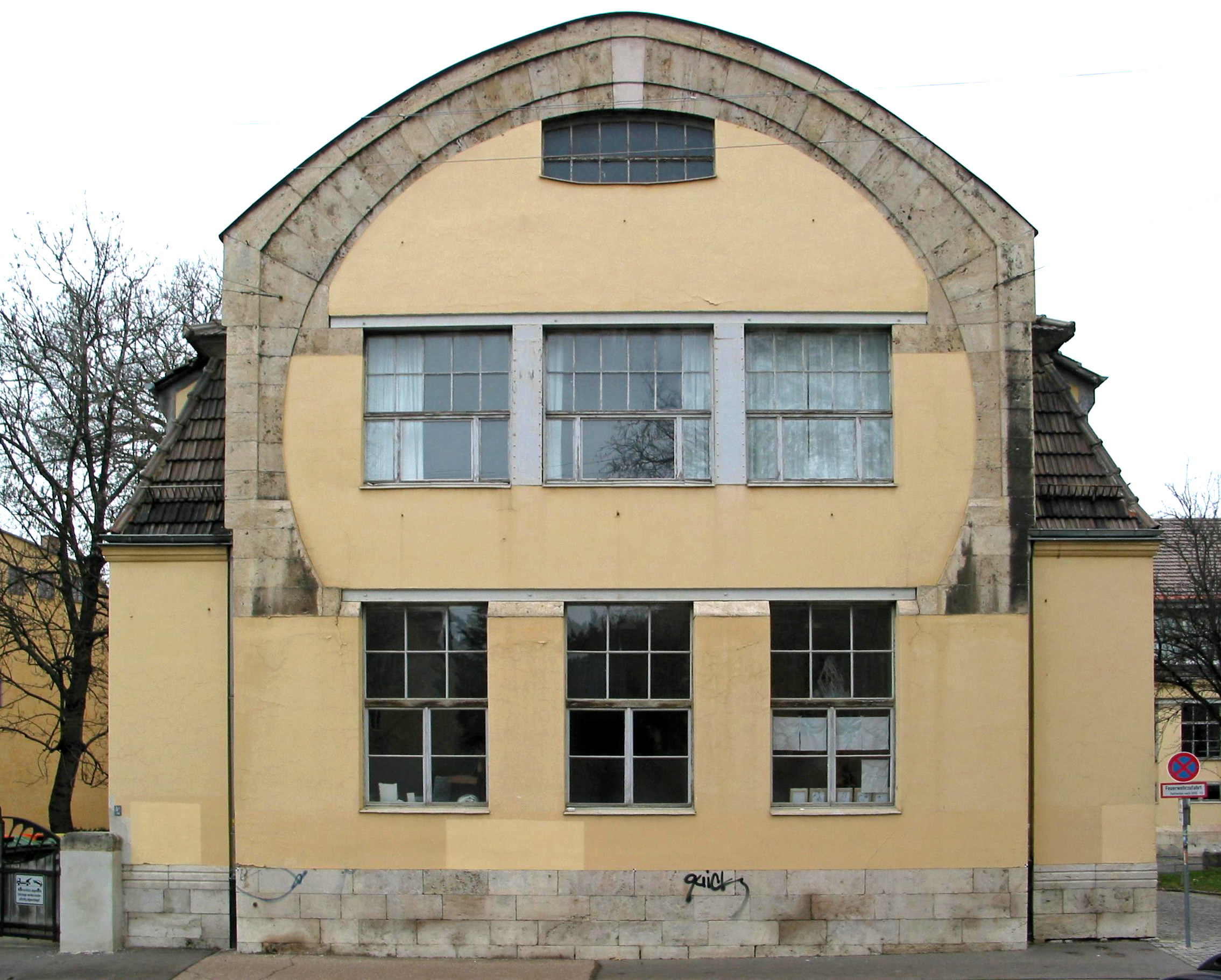
Der hufeisenförmige Südgiebel des Kunstgewerbeschulbaus. Hinter den Fenstern im 1. Obergeschoss lag das Privatatelier Henry van de Veldes.

Zum 1. April 1902 ernannte Großherzog Wilhelm Ernst, mit dem Ziel, das im sachsen-weimarischen Raum völlig darniederliegende Handwerk neu zu beleben, Henry van de Velde zu seinem Berater, worauf dieser bereits am 15. Oktober 1902 das Kunstgewerbliche Seminar im sogenannten Prellerhaus neben dem alten Gebäude der Großherzoglich-Sächsischen Kunstschule gründete. Die in einer etwa zwei Jahre dauernden Bestandsaufnahme gewonnene Erkenntnis, dass das vorgegebene Ziel nur im Rahmen einer Verbesserung der kunsthandwerklichen Ausbildung zu erreichen war, veranlasste van de Velde im Jahr 1904, die Eröffnung einer entsprechenden Lehranstalt anzuregen.
Zu diesem Zweck gründete er das Kunstgewerbliche Institut und entwarf das von 1905 bis 1906 errichtete, heute als Van-de-Velde-Bau bekannte Schulgebäude, in dem er im Oktober 1907 mit 16 Schülern den Unterricht aufnahm.

### 1908–1915
Am 1. April 1908 folgte die Eröffnung der Großherzoglich-Sächsischen Kunstgewerbeschule Weimar. Die Leitung dieser privaten, zeit ihres Bestehens aus der großherzoglichen Schatulle finanzierten Schule wurde Henry van de Velde übertragen, der zum selben Datum einen Arbeitsvertrag gemäß der genehmigten Satzung der Großherzoglich-Sächsischen Kunstschule Weimar erhielt. Der institutionelle Ausbau der Kunstgewerbeschule war 1910 abgeschlossen. Henry van de Velde blieb bis zu ihrer Schließung im Jahr 1915 Direktor dieser Lehranstalt. Für kurze Zeit unterrichtete auch Moissey Kogan an der Schule.
Die kunstgewerbliche Ausbildung dauerte vier Jahre, die Kunstschüler hatten zusätzlich die Möglichkeit, an der Kunstschule zu hospitieren.

### 1919–1925
siehe Hauptartikel: Bauhaus
Im April 1919 wurde vom Architekten Walter Gropius mit Unterstützung der provisorischen Regierung des Freistaates Sachsen-Weimar-Eisenach das Staatliche Bauhaus zu Weimar aus der Vereinigung der Großherzoglich-Sächsischen Kunstgewerbeschule mit der Großherzoglich-Sächsischen Kunstschule Weimar (welche 1910 gar zur Großherzoglich-Sächsischen Hochschule für Bildende Kunst erhöht worden war) gegründet, welches dann in beiden Schulgebäuden von Henry van de Velde, dem früheren Kunstgewerbeschulbau und dem ehemaligen Kunstschulgebäude, seine Arbeit aufnahm. Am 1. April 1921 wurde für die akademisch-traditionell arbeitenden Meister die Staatliche Hochschule für bildende Kunst aus dem Staatlichen Bauhaus ausgegliedert. Die erste Leistungsschau des Bauhauses fand 1923 statt. Im Jahre 1925 erfolgte auf politischen Druck von rechts schließlich die Übersiedlung des Bauhauses nach Dessau.

### 1926–1996
siehe Hauptartikel: Bauhaus-Universität Weimar
Unter Otto Bartning (1883–1959) wurden die vorhandenen Weimarer Institutionen 1926 zur Staatlichen Hochschule für Handwerk und Baukunst, kurz genannt Bauhochschule, zusammengefasst. Eine Reorganisation als Staatliche Hochschulen für Baukunst, bildende Künste und Handwerk in Weimar erfolgte unter dem durch die Nationalsozialisten eingesetzten neuen Direktor Paul Schultze-Naumburg (1. April 1930). Unter Leitung von Gerd Offenberg (1897–1987) entstand zehn Jahre später die Hochschule für Baukunst und bildende Künste im Range einer Technischen Hochschule. Hermann Henselmann (1905–1995) führte die Hochschule 1945 bis 1951 weiter. Die nachfolgende Hochschule für Architektur und Bauwesen wurde seit der politischen Wende 1989 weitgreifend umstrukturiert und trägt seit dem 17. Mai 1996 den Namen Bauhaus-Universität Weimar.

## Bekannte Schüler und Dozenten
- Gertrud Arper (1894 – 1968), Raumgestalterin und Möbeldesignerin
- Christian Dell (1893–1974), Silberschmied, Lehrer für Industriedesign und Meister am Weimarer Bauhaus
- Otto Dorfner (1885–1955), Buchbindermeister und Einbandgestalter
- Agnes Pechuel-Lösche, Malerin und Kunstgewerblerin
- Thilo Schoder (1888–1979), Architekt
- Alexander von Szpinger (1889–1969), Bildender Künstler
- Max Thalmann (1890–1944), Graphiker, Illustrator und Buchkünstler